# Mariano Boedo (Formosa)
Mariano Boedo es una localidad argentina de la provincia de Formosa, dentro del departamento Formosa.
Se encuentra unos km al oeste de la ciudad de Formosa, sobre las vías del Ferrocarril Belgrano. Su principal vía de acceso es un camino que la vincula al norte con la Ruta Nacional 81.
a 45 km de formosa

## Toponimia
Toma el nombre de Mariano Boedo quien fuera diputado por Salta en el Congreso de Tucumán de 1816.

## Población
Cuenta con 373 habitantes (Indec, 2010), lo que no representa cambio frente a los 373 habitantes (Indec, 2001) del censo anterior.
| Gráfica de evolución demográfica de Mariano Boedo entre 2001 y 2010 |
|                                                                     |
| Fuente: Censos nacionales del INDEC                                 |